# Swiki
Squeak wiki, més conegut per l'acrònim Swiki, és un programari wiki escrit en Squeak. Abans l'utilitzava el College of Computing de l'Institut de Tecnologia de Geòrgia, però el seu ús es va suspendre el 2011 després d'una queixa els estudiants en relació amb la seva privacitat. Swiki ve inclòs amb el seu propi servidor web.
Una instal·lació swiki consta del fitxer de la màquina virtual (normalment squeak.exe), un fitxer d'imatge (generalment squeak.image) i un conjunt de fitxers i carpetes amb plantilles i els wikis virtuals. Una instal·lació de swiki permet crear un gran nombre de wikis virtuals mitjançant la interfície d'administració mitjançant un navegador web. El fitxer d'imatge i les plantilles associades, així com els wikis virtuals, es poden executar en qualsevol sistema operatiu sempre que s'utilitzi la màquina virtual per a aquest sistema operatiu.
La màquina virtual i el fitxer d'imatge són els únics fitxers binaris. Totes les plantilles i pàgines swiki s'emmagatzemen com a fitxers de text mitjançant etiquetes XML. Cada swiki virtual nou va a la seva pròpia carpeta i cada pàgina del swiki virtual és un fitxer XML numerat. Per exemple, la primera pàgina és 1.xml, la segona és 2.xml, etc. L'historial de cada pàgina és un fitxer XML independent que utilitzava l'extensió de fitxer «old», per exemple, 1.old, 2.old.